# Trilogia del dollaro
La trilogia del dollaro o trilogia dell'uomo senza nome comprende i primi tre film western diretti da Sergio Leone, con protagonista Clint Eastwood nei panni dell'uomo senza nome, e con le colonne sonore di Ennio Morricone. I film hanno affermato nel mondo il genere western all'italiana come potenziale concorrente al western classico statunitense, ispirando una lunga serie di omaggi e imitazioni.

## Film
| Film                            | Data di uscita Italia | Regia        | Sceneggiatura                                                    | Produttori                   |
| ------------------------------- | --------------------- | ------------ | ---------------------------------------------------------------- | ---------------------------- |
| Per un pugno di dollari         | 12 settembre 1964     | Sergio Leone | Sergio Leone, Duccio Tessari, Fernando Di Leo                    | Arrigo Colombo, Giorgio Papi |
| Per qualche dollaro in più      | 19 dicembre 1965      | Sergio Leone | Sergio Leone, Luciano Vincenzoni                                 | Alberto Grimaldi             |
| Il buono, il brutto, il cattivo | 23 dicembre 1966      | Sergio Leone | Sergio Leone, Luciano Vincenzoni, Age & Scarpelli, Sergio Donati | Alberto Grimaldi             |

## Produzione

### Sviluppo

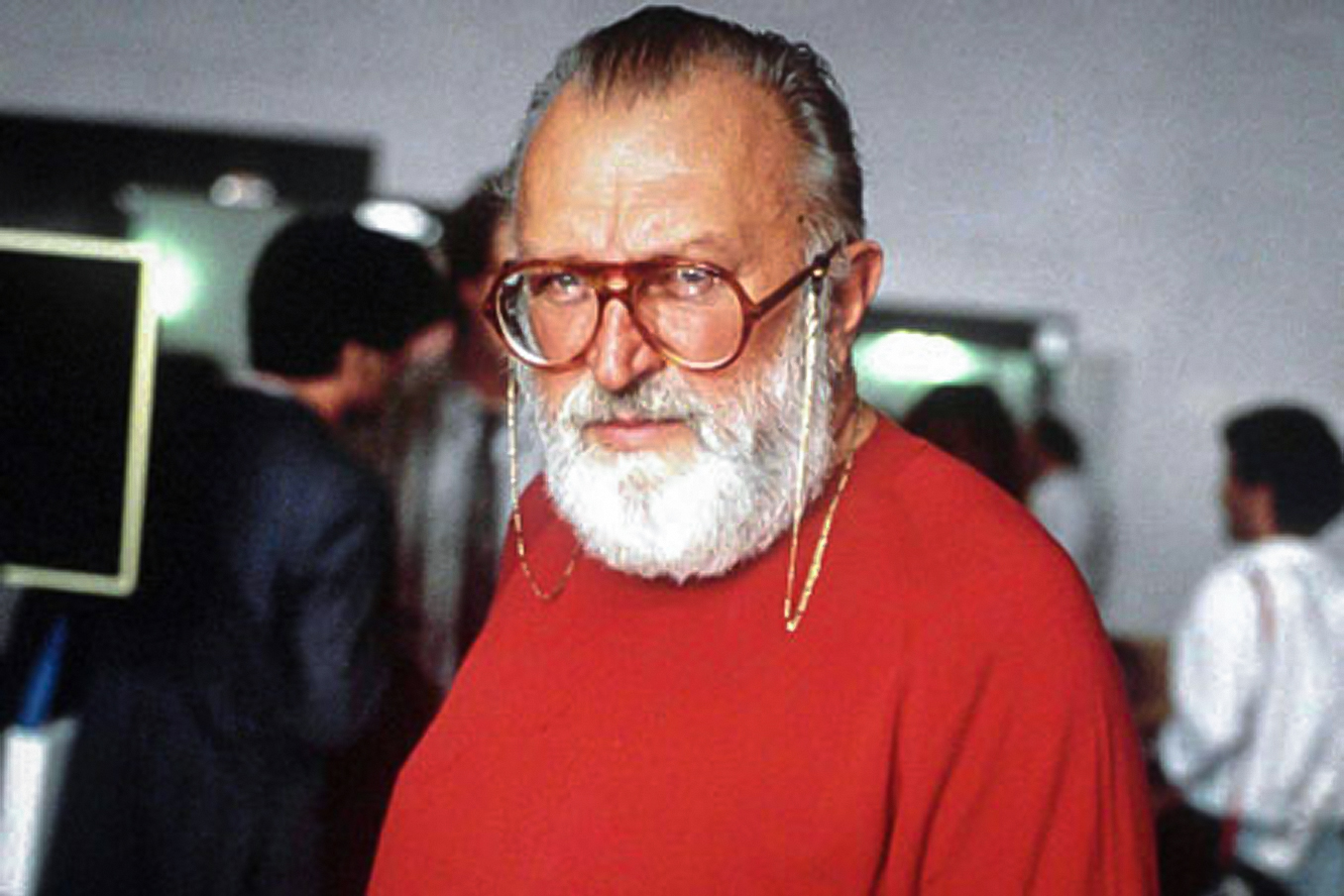
Il regista Sergio Leone, creatore della trilogia

Benché non fosse nelle intenzioni di Sergio Leone, i tre film vennero considerati parte di una trilogia grazie al successo della figura enigmatica dell'uomo senza nome (Clint Eastwood, che indossa gli stessi abiti e recita con la stessa mimica in tutti e tre i film). Il buono, il brutto, il cattivo viene considerato da molti un prequel, data l'ambientazione (la guerra civile americana), la relativa arretratezza tecnologica delle armi da fuoco e poiché il personaggio di Eastwood trova gradualmente gli abiti che indossa negli altri due film. Nell'ultimo film, inoltre, la guerra di secessione americana è in pieno svolgimento, mentre nel secondo probabilmente è già conclusa. In realtà, Sergio Leone non ha mai dato ulteriori informazioni sull'argomento. Leone, probabilmente, non rinuncia a scherzare e la questione dell'antefatto non va presa alla lettera: è uno dei tanti modi che il regista usa per giocare con i personaggi e con il pubblico.
Secondo i ricordi di Carlo Verdone, che nel 2009 condusse uno speciale su Sky dedicato alla carriera di Sergio Leone dal titolo Verdone racconta Leone, il regista aveva chiesto alla produzione americana attori di spicco come Charles Bronson ed Henry Fonda. Essi, non conoscendo Leone, chiesero molti soldi pur di non fare i film. Al regista fu allora suggerito un giovane Clint Eastwood, reduce del successo della serie televisiva Gli uomini della prateria. I tre film diedero vita e furono il modello per lo sviluppo del sottogenere spaghetti western, che ebbe tanta fortuna negli anni sessanta e settanta.

### Sceneggiatura
Il regista Sergio Leone, per iniziare a lavorare alla sceneggiatura del primo film, si procurò una traduzione del copione di Yojimbo dal giapponese all'italiano, pur non volendo seguire pedissequamente lo svolgimento del film originale. Desiderava mantenere solo la struttura di base, concependo un trattamento completo in cinque giorni insieme a Duccio Tessari. Il titolo provvisorio era "Il magnifico straniero". Leone scrisse poi l'adattamento da solo, completandolo in circa quindici giorni nel suo appartamento a Roma. Fernando Di Leo e Tessari, insieme ad altri collaboratori come Adriano Bolzoni, hanno contribuito alla stesura della sceneggiatura, con differenti punti di vista sul modo migliore per adattare la storia al contesto western. Leone attribuiva grande importanza all'effetto sorpresa nel film, cercando sempre di mantenere alta la curiosità dello spettatore. Voleva rompere con le convenzioni del genere western tradizionale, introducendo un eroe negativo e realistico, lontano dagli stereotipi positivi e glamorosi dei protagonisti precedenti. Questa rottura storica con le convenzioni del genere ha reso Per un pugno di dollari un film innovativo e influente nel panorama cinematografico dell'epoca. Leone completò l'adattamento della sceneggiatura nel gennaio del 1964, preparandosi per le riprese del film.
Dopo il successo del primo film, Sergio Leone, ottenuto il finanziamento per il progetto, si affrettò a iniziare il lavoro sulla sceneggiatura del secondo film, insieme a Duccio Tessari e Fernando Di Leo. Inizialmente, la storia si concentrava su due cacciatori di taglie, uno giovane e uno anziano, che si univano per catturare un fuorilegge. Dopo che Tessari lasciò il progetto, Di Leo completò il primo trattamento con l'aiuto di Enzo Dell'Aquila, proponendo il soggetto a Leone sotto il titolo Il cacciatore di taglie. Leone, col supporto di Fulvio Morsella e con l'aggiunta dello sceneggiatore Luciano Vincenzoni, trasformò la bozza in un trattamento più dettagliato. Vincenzoni scrisse la sceneggiatura in soli nove giorni. Sergio Donati e Tonino Valerii furono coinvolti nella stesura della sceneggiatura, contribuendo con nuove scene e dialoghi.
La produzione del terzo film fu caratterizzata da diverse sfide e controversie riguardo alla sceneggiatura e alla visione del film da parte di Sergio Leone e degli sceneggiatori coinvolti. Inizialmente, Leone pianificò di lavorare con uno staff di scrittori, inclusi Agenore Incrocci e Furio Scarpelli, ma il loro contributo si rivelò deludente, con Leone che dovette riprendere in mano il copione con l'aiuto di Sergio Donati. Il risultato finale differiva notevolmente dal lavoro dei due sceneggiatori italiani, che Leone considerava poco adatto al suo stile e alla visione del film. La sceneggiatura fu poi sviluppata principalmente da Luciano Vincenzoni, che scrisse la maggior parte del copione in undici giorni. Tuttavia, i rapporti tra Vincenzoni e Leone si deteriorarono, portando Vincenzoni a lasciare il progetto per dedicarsi ad altri film western. Il film si basa su tre ruoli principali, ognuno dei quali contiene elementi autobiografici del regista. Leone identifica sé stesso in parte con ognuno dei tre personaggi: Sentenza, il Biondo e Tuco. La storia è strutturata intorno a tre archetipi classici: l'arlecchino, il picaro e il cattivo. Nei tre protagonisti coesistono bellezza e bruttezza, umanità e ferocia, e Leone demistifica tutti questi concetti e al contempo, in una dichiarata denuncia della follia della guerra, demistifica la stessa storia degli Stati Uniti d'America, mostrandone il lato violento e brutale, appannato dalla tradizione mitizzante dell'epopea western. La produzione del film fu arricchita da ricerche approfondite sul contesto storico e geografico della guerra civile americana. Leone fu motivato dalla sua ricerca della verità storica e dalla sua volontà di sfidare le narrazioni ufficiali degli eventi. Infine, il titolo originale del film fu I due magnifici straccioni, ma fu cambiato in Il buono, il brutto, il cattivo poco prima dell'inizio delle riprese, grazie al suggerimento di Vincenzoni.

### Riprese

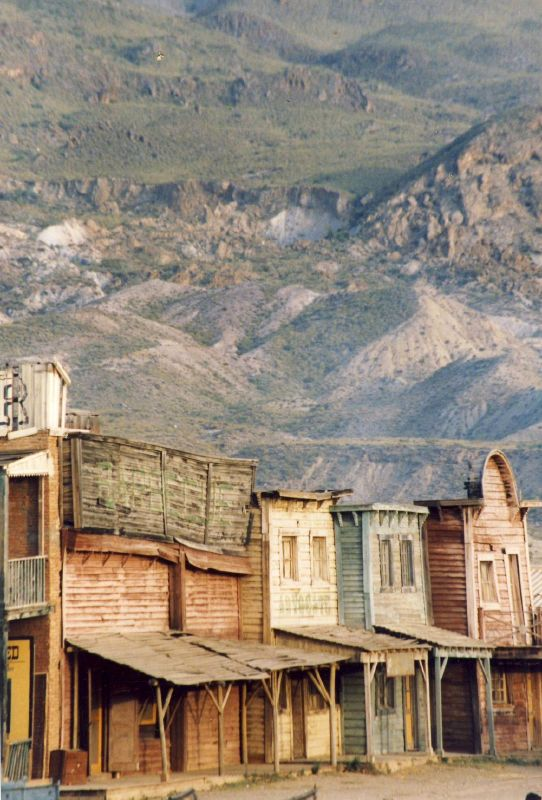
Set del terzo film in Almería

Le riprese del primo film sono avvenute principalmente in Spagna, nella regione di Almería, famosa per i suoi paesaggi desertici e aridi, che offrivano un'ambientazione perfetta per il western all'italiana. Questa zona della Spagna era stata già utilizzata per altri film del genere, e le sue caratteristiche geografiche la rendevano ideale per ricreare l'atmosfera del Vecchio West americano. Le riprese si sono svolte in varie location della regione, tra cui il deserto di Tabernas, che è diventato uno dei luoghi più iconici del cinema western europeo. Le riprese sono state caratterizzate da un approccio innovativo alla regia da parte di Leone, per creare un'atmosfera unica e distintiva per il film. Ha lavorato a stretto contatto con il direttore della fotografia, Massimo Dallamano, per catturare al meglio le suggestive ambientazioni e i volti dei personaggi. Le riprese sono state impegnative, date le condizioni meteorologiche estreme e l'ambiente arido e inospitale in cui si sono svolte.
Anche il secondo film è stato prevalentemente girato in Spagna. Varie sequenze vennero girate nei pressi di Almería, Guadix e La Calahorra. La fittizia stazione di Tucumcari è la stessa oggi situata a La Calahorra, Granada. Per le varie scene nel paese vennero scelti diversi comuni, fra cui: Colmenar Viejo, La Calahorra, Hoyo de Manzanares e Tabernas; vi sono, inoltre, anche scene realizzate presso la Chiesa di Santa Maria a Turrillas, Andalusia.  La scena del duello finale venne girata presso Los Albaricoques, Andalusia. Per i vari set interni vennero sfruttati sia il Mini Hollywood di Tabernas che gli studi di Cinecittà a Roma.
Le scene del terzo film furono anch'esse principalmente girate in Spagna, fra la Castiglia e León e l'Andalusia; in parte vennero realizzate anche negli studi Elios Film a Roma.

## Personaggi e interpreti
- La cella grigia indica che l'attore non è presente nel film

| Attore             | Film                    | Film                        | Film                            |
| Attore             | Per un pugno di dollari | Per qualche dollaro in più  | Il buono, il brutto, il cattivo |
| ------------------ | ----------------------- | --------------------------- | ------------------------------- |
| Clint Eastwood     | Joe                     | il Monco                    | il Biondo                       |
| Mario Brega        | Chico                   | Niño                        | caporale Wallace                |
| Aldo Sambrell      | Manolo                  | Cuchillo                    | uomo di Sentenza                |
| Benito Stefanelli  | Rubio                   | Luke                        | uomo di Sentenza                |
| Lorenzo Robledo    | scagnozzo dei Baxter    | Brad                        | Clem                            |
| Joseph Egger       | Piripero                | Profeta                     |                                 |
| Gian Maria Volonté | Ramón Rojo              | el Indio                    |                                 |
| Marianne Koch      | Marisol                 |                             |                                 |
| Lee Van Cleef      |                         | Colonnello Douglas Mortimer | Sentenza                        |
| Luigi Pistilli     |                         | Groggy                      | Pablo Ramirez                   |
| Eli Wallach        |                         |                             | Tuco Ramirez                    |

### L'uomo senza nome

L'uomo senza nome nel secondo film

All'interno della trilogia si sviluppa il personaggio caratteristico dell'uomo senza nome: il protagonista è sempre lo stesso uomo, con gli stessi atteggiamenti e vestito sempre dello stesso sarape, dello stesso gilet e dello stesso cappello (l'origine di questi capi d'abbigliamento è spiegata ne Il buono, il brutto, il cattivo, considerato un prequel, in quanto i suoi abiti gli vengono dati da Sentenza, ed egli prende il poncho dopo aver coperto con il suo soprabito un soldato dell'Esercito Confederato che il personaggio di Eastwood si ferma a confortare prima della morte).
Occasionalmente il personaggio ha un nome. Per esempio, nella sceneggiatura del terzo film viene chiamato Joe, anche se nel film quel nome non viene mai pronunciato, mentre racconta di provenire dall'Illinois. Tuco Ramirez, il suo socio-rivale, lo chiama semplicemente "il Biondo". Nel primo dei tre film viene chiamato "Joe" per tre volte, sempre da parte del vecchio Piripero, mentre nel secondo è conosciuto come "il Monco", per via dell'utilizzo della mano destra unicamente per sparare.

### Altri interpreti
Mario Brega, che compare in tutti i film della trilogia, interpreta in ciascuno un personaggio differente, il cui compito è sempre quello di torturare i protagonisti e la cui sorte è sempre quella di morire (Chico nel primo film, Niño nel secondo, e il caporale Wallace nel terzo). Nonostante la somiglianza tra i nomi dei primi due (che si traducono dallo Spagnolo come "Ragazzo" e "Bambino", rispettivamente), è da escludere un collegamento, in quanto il primo viene schiacciato da un barile lanciato dall'uomo senza nome giù da un piano inclinato, mentre il secondo viene accoltellato da un associato di El Indio (destino del terzo sarà, invece, morire violentemente per mano di Tuco Ramirez). L'attore fece ritorno in C'era una volta in America e in vari film con Verdone.
Attori che sono apparsi due volte nella trilogia sono:
- Lee Van Cleef
- Gian Maria Volonté
- Luigi Pistilli
- Joseph Egger

È controverso se Egger interpreti lo stesso personaggio o no, poiché non ha nome sia in Per un pugno di dollari che in Per qualche dollaro in più (nel primo viene chiamato "Piripero", nel secondo solo "Profeta"), e l'uomo senza nome sembra riconoscerlo nel secondo film. Differenza principale tra i due personaggi è il luogo di residenza: prima San Miguel (ubicata in un punto imprecisato sul confine tra Messico e Stati Uniti) e poi El Paso, Texas, anch'essa nei pressi della frontiera; ciononostante, non è da escludere un collegamento (intenzionale o meno) tra i due.
Lorenzo Robledo, che interpreta il traditore di Indio, ucciso da questi in duello dopo la fuga dal carcere, è l'unico attore che compare in tutta la trilogia del dollaro e in C'era una volta il West (sempre impegnato in ruoli secondari).

## Colonna sonora

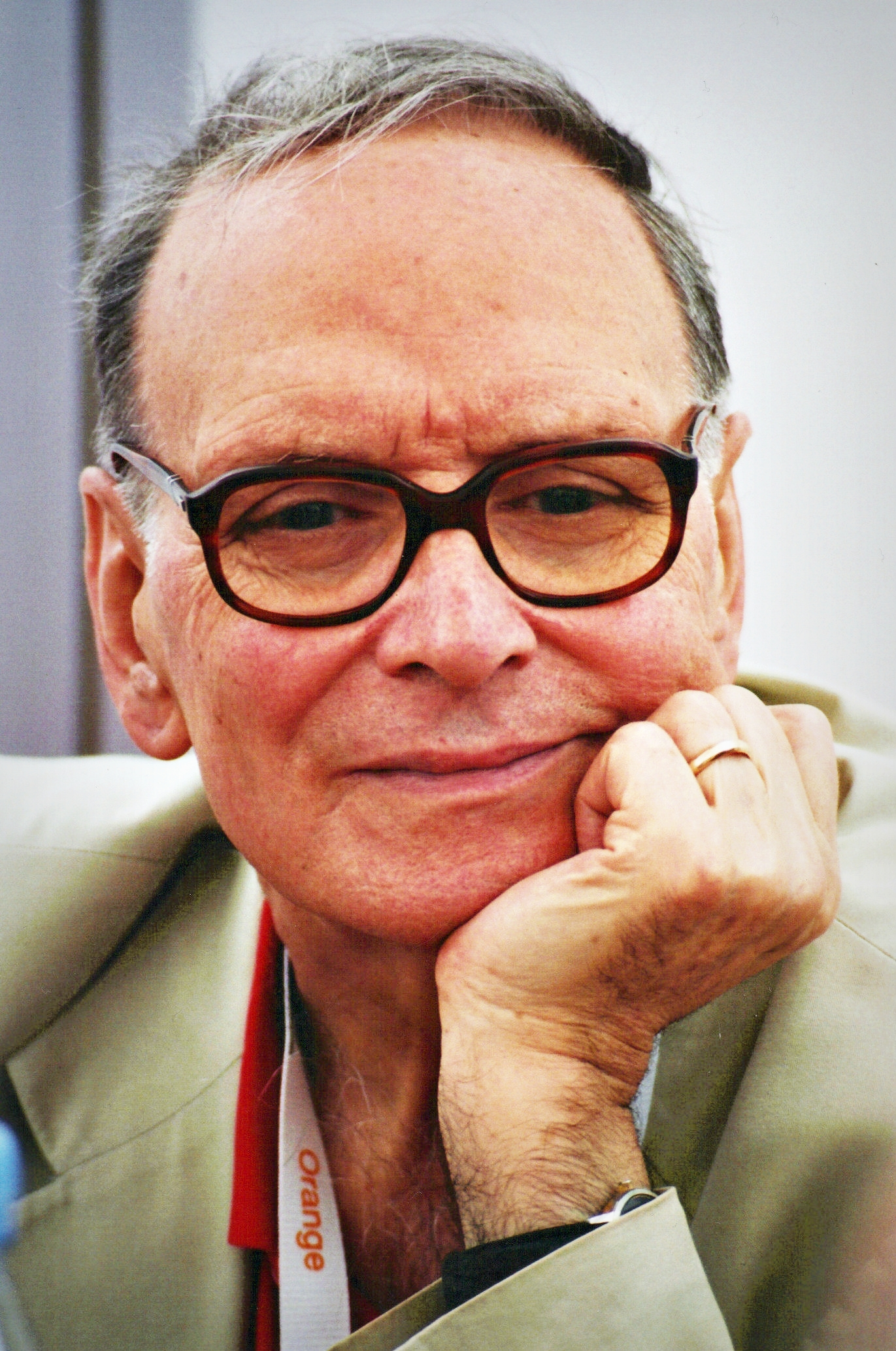
Ennio Morricone, autore della colonna sonora della trilogia

La colonna sonora della trilogia del dollaro è stata composta da Ennio Morricone, uno dei più importanti, prolifici e influenti compositori cinematografici nella storia della musica. La collaborazione tra Morricone e Sergio Leone ha prodotto alcune delle colonne sonore più iconiche nella storia del cinema. Le composizioni di Morricone per la trilogia sono state innovative e rivoluzionarie, sia dal punto di vista musicale che narrativo. La sua musica ha ampliato i confini del cinema western tradizionale, introducendo nuove sonorità e stili musicali che hanno influenzato generazioni di musicisti e compositori.
Il buono, il brutto, il cattivo ha visto Morricone raggiungere l'apice della sua collaborazione con Leone. La colonna sonora del film è diventata un'icona della cultura popolare, con il suo tema principale, noto come The Good, the Bad and the Ugly, che è diventato uno dei brani musicali più riconoscibili e amati di tutti i tempi. La colonna sonora incorpora una vasta gamma di strumenti e suoni, tra cui chitarre, trombe, cori umani e effetti sonori insoliti, che contribuiscono a creare un'atmosfera epica e avventurosa. Sia le musiche che il film ebbero successo.

## Accoglienza

### Incassi
| Film                            | Data di uscita Italia | Incassi ($)           | Incassi ($)  | Incassi ($)    | Incassi ($) | Budget ($) |
| Film                            | Data di uscita Italia | Italia (incassi in €) | USA e Canada | Internazionale | Mondiale    | Budget ($) |
| ------------------------------- | --------------------- | --------------------- | ------------ | -------------- | ----------- | ---------- |
| Per un pugno di dollari         | 12 settembre 1964     | 1643796               | 14500000     | 5400000        | 19900000    | 200000     |
| Per qualche dollaro in più      | 19 dicembre 1965      | 1803606               | 15000        | 10500000       | 25500000    | 600000     |
| Il buono, il brutto, il cattivo | 23 dicembre 1966      | 1658189               | 25100000     | 13800000       | 38900000    | 1200000    |
| Totale                          | Totale                | 5105591               | 54600000     | 29700000       | 84300000    | 2000       |

### Critica
| Film                            | Rotten Tomatoes     | Metacritic        |
| ------------------------------- | ------------------- | ----------------- |
| Per un pugno di dollari         | 98% (56 recensioni) | 65 (7 recensioni) |
| Per qualche dollaro in più      | 92% (38 recensioni) | 74 (8 recensioni) |
| Il buono, il brutto, il cattivo | 97% (77 recensioni) | 90 (7 recensioni) |
| Media                           | 96%                 | 76                |

Giudizio quasi unanime della critica cinematografica è che i film di Leone, trilogia del dollaro in primis, siano tra i film western meglio riusciti. Di questa opinione è anche il regista italoamericano Quentin Tarantino, che ha omaggiato il sottogenere spaghetti western in molte delle sue opere e che pone Il buono, il brutto, il cattivo come suo spaghetti western preferito, Per qualche dollaro in più al secondo posto e Per un pugno di dollari al sesto.